# Bataille de Calven
Guerre de Souabe
La bataille de Calven est un épisode de la guerre de Souabe qui opposa les Trois Ligues et les Confédérés suisses contre la ligue de Souabe et les forces de Maximilien Ier le 22 mai 1499. Ce fut une victoire décisive des Suisses.